# CHO-DXB11
CHO-DXB11是源自成年中國倉鼠卵巢的上皮樣細胞系。利用甲磺酸乙酯（EMS）誘變CHO-K1細胞生成二氫葉酸還原酶（DHFR）基因单缺乏的CHO-UKB25细胞（dhfr+/dhfr-）後再用伽馬射線誘變，產生DHFR活性雙缺乏CHO-DXB11細胞（dhfr-/dhfr-），並且需要甘氨酸、次黃嘌呤和胸苷才能生長 。CHO-DXB11細胞僅有一個DHFR基因會被敲除，而另一個DHFR基因則包含著一個錯義突變（T137R），因此有可能自動回復到DHFR具有活性的狀態，並且不能跟同為DHFR缺陷型細胞的CHO-DG44細胞（具有DHFR雙缺陷）一樣用於篩選。CHO DXB11細胞是歷史上是第一個用於大規模生產異源蛋白的CHO細胞系，並且自今仍然用於生產許多複雜的蛋白。

## 细胞系
- CHO細胞
  - CHO-pro3-
    - CHO-DG44

  - CHO-K1
    - CHO-UKB25
      - CHO-DXB11

## 外部連結
- Cellosaurus entry for CHO-DXB11（页面存档备份，存于）